# Groupe 3SI
Groupe 3SI (vormals 3 Suisses International) war eine 1987 gegründete französische Versandhandelsgruppe mit Sitz in Croix bei Roubaix. 100 % des Kapitals wurden ab 2013 von der Otto Group gehalten, die angesichts zunehmender Konkurrenz im Onlinebereich die Gruppe durch Vermögensverkäufe ab 2016 abwickelte. Die Kernmarke 3 Suisses der ehemaligen Gruppe besteht dabei unter neuer Inhaberschaft als reiner Onlinehändler weiter.

## Geschichte
Das Unternehmen geht auf einen 1932 von Xavier Toulemonde gegründeten Versandhandel von in der Spinnerei der Familie Toulemonde-Destombes hergestelltem Strickgarn zurück. Er schuf dafür die Marke 3 Suisses und expandierte die Geschäftstätigkeit zunächst nach Belgien und in die Niederlande, später auch Deutschland und Österreich. 1949 kam der erste Bekleidungskatalog heraus (24 Schwarzweiß-Seiten).
In den 1960er- und 1970er-Jahren expandierte 3 Suisses stark und wurde bedeutender Händler von Konfektions-Prêt-à-Porter. 1972 erweiterte sich das Sortiment zuerst in Deutschland auf Geschenkartikel, danach auch in Österreich, Belgien und Frankreich.
Da das Geschäft mit Strickgarn in den 1980er-Jahren einbrach, verkaufte die Familie Toulemonde das Unternehmen 1981 zu 50 % an den Otto-Versand, zu 45 % an die Association Familiale Mulliez (Firmengruppe der Familie Mulliez) sowie zu 5 % an Soparsuis (ein Management-buy-out von leitenden Angestellten der 3SI-Gruppe). Der Strickgarnvertrieb nach Belgien, Deutschland und Österreich wurde aufgegeben. Die Gruppe beschränkte sich nun auf den Versandhandel und die neuen Geschäftsfelder Verbraucherkredit (Gründung des Gemeinschaftsunternehmens Cofidis in mit der Cetelem-Bank), Bankwesen (Gründung der Banque Covefi) und Kosmetik (Gründung des „Le Club des Créateurs de Beauté“, ein 50/50-Gemeinschaftsunternehmen mit L’Oréal). Durch Zukauf der Unternehmen Blancheporte, VPC Promotion (Senior & Cie) und Becquet erweiterte man den Textilbereich. In Südeuropa wurden neue Niederlassungen eröffnet.
1991 wurde auch die Spinnerei (La Filature de l’Espierre) verkauft. In den 1990er-Jahren baute die Gruppe den Versandhandel von Dienstleistungen in Zusammenarbeit mit den Kreditinstituten Cofidis und Banque Covefi weiter aus. Mit den Tochtergesellschaften JM Bruneau und Otto Office entstand als weiteres neues Geschäftsfeld das Firmenkunden-Geschäft (B2B). Der Inkassodienstleister Contentia wurde gegründet und in allen Geschäftsfeldern der Einstieg in die Medien Internet und Mobiltelefon (e-Commerce) vollzogen.
Seit der Jahrtausendwende wurden in den Bereichen Textil und Haushaltswaren neue Konzepte entwickelt, im Geschäftsbereich Büromaterial begann Otto Office seine Aktivitäten auf Frankreich und JM Bruneau auf Belgien, Spanien und Deutschland auszuweiten. Im Finanzbereich wurde der Gewerbefinanzierer Créfidis gegründet, der Umschuldungsspezialist Créatis gekauft, die Mehrheit am Unternehmen C2C erworben und der Verbraucherkreditfinanzierer Cofidis auch in Osteuropa aktiv. Im Bereich C2C wurde die Website 2xMoinsCher.com übernommen. Außerdem wurde der neue Geschäftsbereich „Dienstleistungen für Unternehmen“ gegründet.
Im März 2010 wurde der Versandhändler Quelle La Source, die ehemalige Tochter der Quelle GmbH, übernommen.
Die Otto Group erwarb 2013 die ausstehenden Anteile und hielt fortan 100 % des Kapitals. Angesichts zunehmender Konkurrenz im Onlinebereich und starker Verluste wurde die Gruppe durch Vermögensverkäufe ab 2016 abgewickelt. Die Kernmarke 3 Suisses mit Restaktivtäten in Frankreich und Belgien wurde Anfang 2017 an einen Onlinehändler veräußert.

## Struktur
Die 3SI-Gruppe war in 20 Ländern aktiv. Die Aktivitäten der 3 SI-Gruppe waren gegliedert in zwei Geschäftsbereiche:

### E-Commerce
- 3 Suisses: Versand von Mode für Frauen, Männer und Kinder sowie Haushalts- und Freizeitartikeln direkt an Kunden oder an 3500 Abholstellen („Relais“) in Frankreich. Hauptzielgruppe: Frauen zwischen 35 und 45
- 3 Pagen: Versand von Deko-, Haushalts- und Saisonartikeln in Deutschland und Österreich.
- Becquet: Versand von Heimtextilien und Dekostoffen.
- Blancheporte: Versand von Bekleidung, Heimtextilien und Haushaltsartikeln. Hauptzielgruppe: Frauen zwischen 40 und 65. Vertreten in Frankreich, Belgien und Tschechien.
- Helline: Versand von Mode und Ambienteartikeln im hochpreisigen Segment (Zielgruppe Frauen um 45).
- Unigro: in Belgien aktiv, spezialisiert auf Versandhandel mit Einrichtungen (Möbel, Elektro- und Elektronikgeräte, Freizeitartikel) per Ratenkauf.
- Venca: Mediterrane Mode. In Spanien Marktführer im Versandhandel. Auch in Portugal vertreten.
- Vitrine Magique: Versandhandel von Billigartikeln in Frankreich, Belgien und Spanien.
- Witt International: Modeversand (Zielgruppe Frauen ab 50). Ein Gemeinschaftsunternehmen mit dem zur Otto Group gehörenden deutschen Unternehmen Witt Weiden für die Märkte Frankreich und Großbritannien.

### E-Commerce-Dienstleistungen
Zu diesem Geschäftsbereich zählten die Tochtergesellschaften
- Cité Numérique: produziert Kataloge, andere Print-Veröffentlichungen und Internetauftritte für die 3SI-Gruppe und Fremdfirmen (Quais de l’image und Naos Publishing)
- Mondial Relay: Paketzusteller
- Mezzo: Kundenberatung
- Taylormail: Online-Marketing
- Dispeo: Logistik-Lösungen

## Kennzahlen
Der Umsatz der Groupe 3SI betrug EUR 915 Mio. im Jahr 2004, war aber auf nur EUR 120 Mio. im Jahr 2015, mit Verlusten von EUR 60 Mio.
Die Gruppe beschäftigte zeitweise über 5.500 Mitarbeiter.